# Psectrocladius fabricus
Psectrocladius fabricus är en tvåvingeart som beskrevs av Zelentsov 1980. Psectrocladius fabricus ingår i släktet Psectrocladius och familjen fjädermyggor. Inga underarter finns listade i Catalogue of Life.